# Tắm hơi ướt

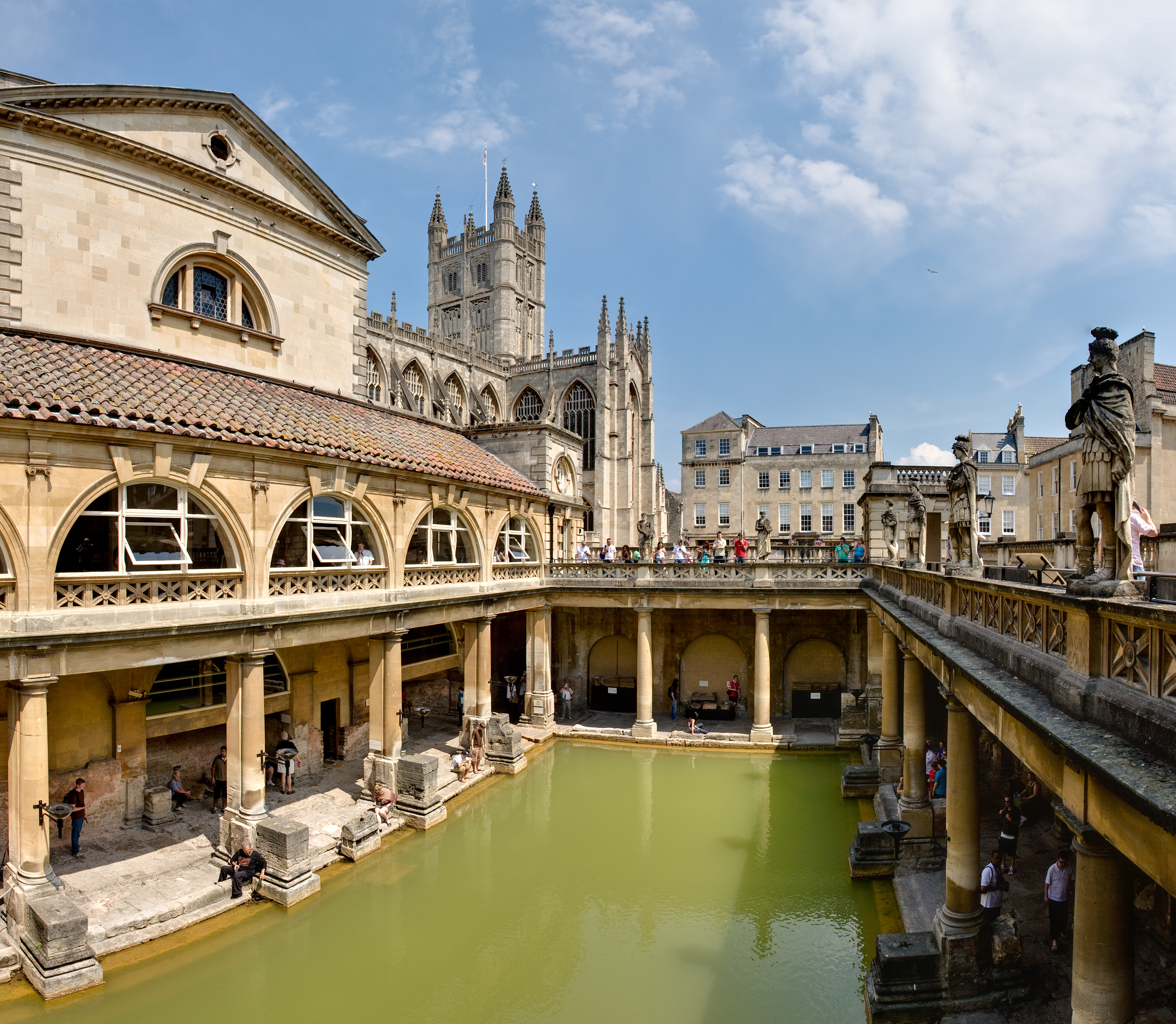
Nhà tắm La Mã ở Bath, Anh quốc

Tắm hơi ướt là kiểu đi tắm ở phòng tắm hơi nước để thư giãn (relaxation) và có lợi cho sức khỏe (wellness). Nhiệt độ trong phòng tắm hơi ướt khoảng 45 tới 55 độ C, nhưng với gần 100% độ ẩm. Đi tắm hơi ướt giúp tăng cường hệ miễn dịch và sự lưu thông của hệ tuần hoàn, tốt cho da và đường hô hấp. Kiểu tắm này có lịch sử lâu đời từ thời Hy Lạp và La mã.

## Lịch sử

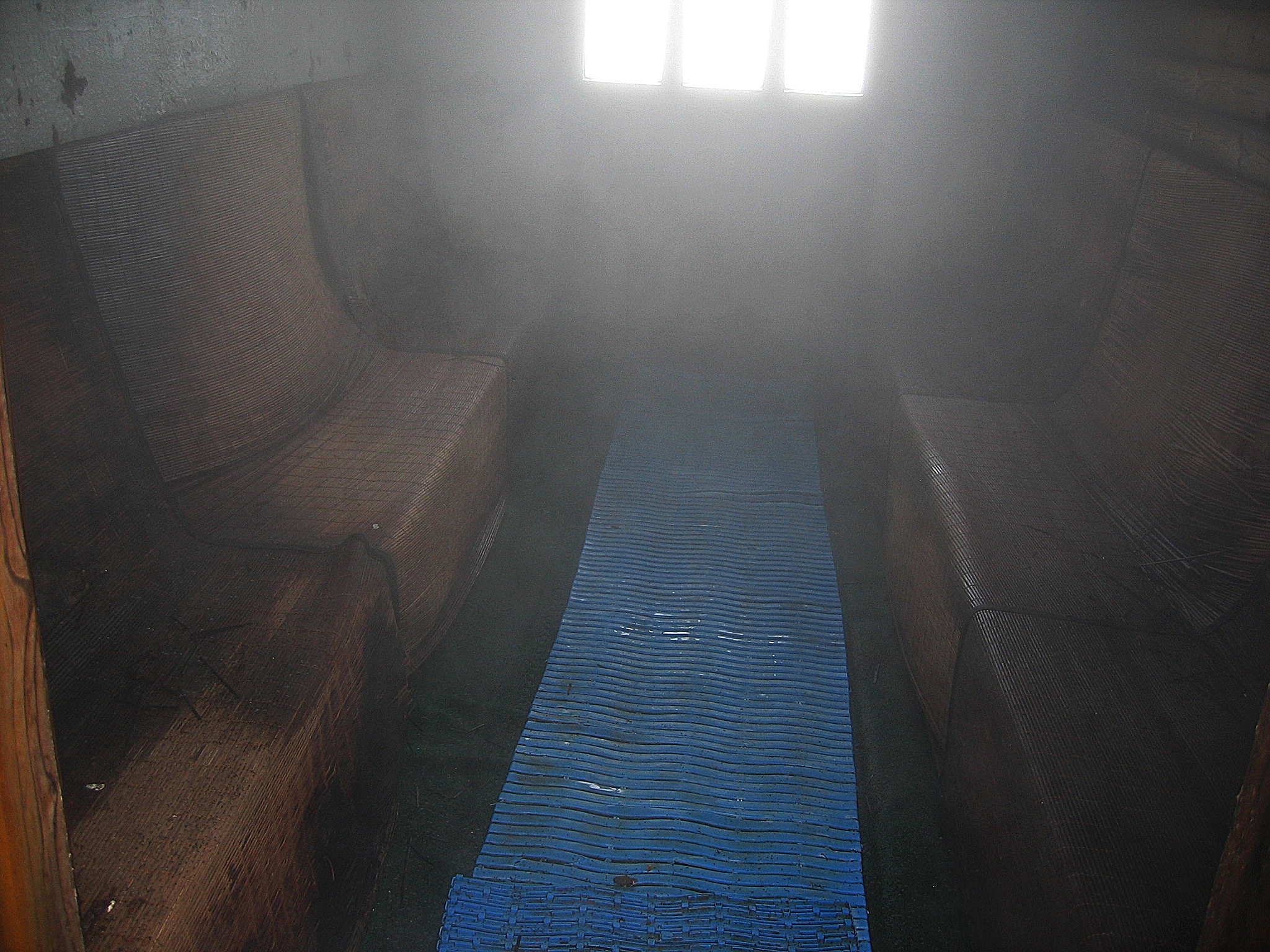
Phòng tắm hơi nước địa nhiệt ở Iceland.

Nguồn gốc của tắm hơi ướt đến từ phòng tắm La Mã, bắt đầu trong thời kỳ thịnh vượng của Đế quốc La Mã. Các phòng tắm La Mã cổ đại đã phục vụ nhiều chức năng cộng đồng và xã hội trong xã hội La Mã. Mọi người ở Roma lúc đó đều sử dụng phòng tắm công cộng La Mã, bất kể tình trạng kinh tế xã hội. Những phòng tắm La Mã này được cung cấp bởi suối nước nóng tự nhiên từ dưới lòng đất.
Các phần lịch sử của một cơ sở giữ gìn sức khỏe (wellness) La Mã, thời trung cổ, đã được khôi phục tại Bath, Anh quốc và được dùng như một hồ tắm công cộng.

## Tác dụng
Cũng như trong phòng xông hơi khô, tác động của tắm hơi ướt dựa trên sự kích thích của nhiệt độ ở bên ngoài và phản ứng giảm nhiệt của cơ thể. Cơ thể bị sốt cao trong một thời gian ngắn. Một mặt, điều này kích thích hệ miễn dịch giết chết bất kỳ mầm bệnh có thể có, mặt khác, hỗ trợ sự lưu thông của hệ tuần hoàn. Huyết áp và nhịp tim tăng lên một chút. Các mạch máu - đặc biệt ở da - được mở rộng. Do đổ mồ hôi nhiều, lỗ chân lông mở và da được làm sạch. Các kích thích làm mát sau đó làm các mạch máu co lại, hỗ trợ sự tuần hoàn máu. Sự thay đổi giữa nóng và lạnh làm cho cơ bắp được thư giãn. Tắm hơi ướt cũng tốt cho đường hô hấp: các màng nhầy được làm ẩm. Đặc biệt là khi các chất phụ gia như bạch đàn được sử dụng, nó làm giảm các triệu chứng của bệnh hô hấp mãn tính. Vì nhiệt độ trong bồn tắm hơi thấp và kích thích ít hơn so với phòng xông hơi khô, ảnh hưởng trên cơ thể nhẹ nhàng hơn. Tuy nhiên, những người bị bệnh mãn tính hoặc cấp tính không nên tắm hơi.

## Phòng tắm công cộng hiện đại

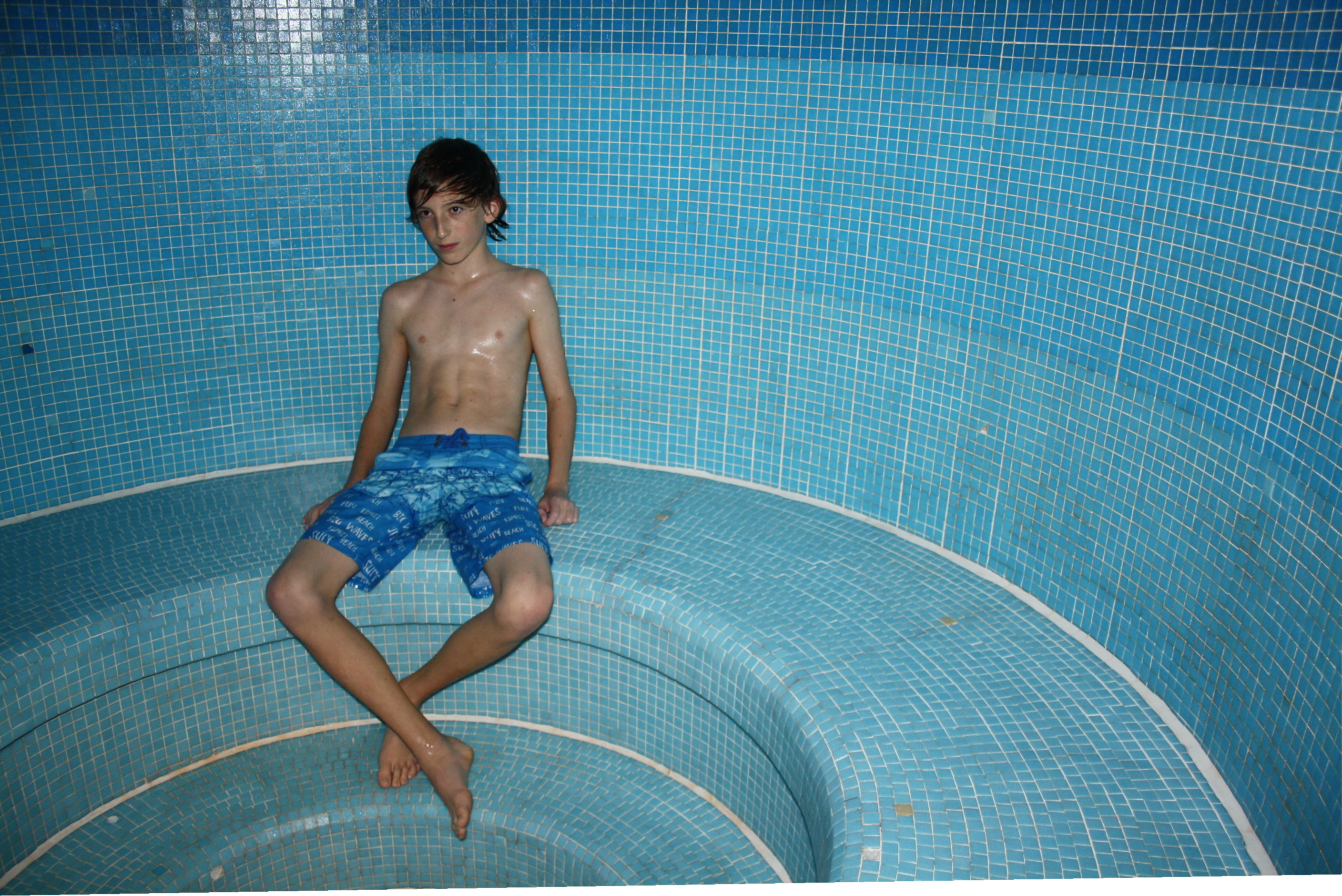
Phòng tắm hiện đại ở một khách sạn

Ngày nay, các phòng tắm hơi tự nhiên vẫn còn tồn tại, và thường vẫn sử dụng các hệ thống tương tự mà người La Mã sử dụng, chứa các ống dẫn và máy bơm đưa nước lên và vào các khu vực hồ bơi lớn, bất cứ nơi nào có nguồn suối tự nhiên. Lò sưởi cũng được sử dụng để duy trì nhiệt độ ấm trong bồn.
Có nhiều loại phòng tắm hơi ướt khác nhau, khác với phòng xông hơi khô (sauna, nhiệt độ từ 50 tới 75 độ C, khoảng 10% độ ẩm). (Cả hai đều nóng, nhưng hơi nước trong phòng xông hơi khô được tạo ra bằng cách thả nước vào một lò nóng) 
Phòng tắm hơi kiểu Thổ Nhĩ Kỳ, phòng xông hơi ướt và vòi sen hơi nước là các loại tắm hơi ướt.

## Phòng tắm ở nhà
Các phòng tắm hơi ướt ở nhà dễ xây hơn là sauna, do máy phun hơi nước chiếm ít chỗ hơn và nó cũng có thể được dùng như phòng tắm vòi sen. So với phòng tắm vòi sen, nó có nhiều lỗ bơm hơi nước nóng và cả không khí trong lành vào phòng. Nó được xây bằng gạch men hoặc kính cường lực giữ kín không khí, ngăn chặn hơi thoát ra ngoài. Phòng tắm hơi ướt phải được thiết kế với trần nhà nghiêng để hơi nước không nhỏ giọt trên đầu của người dùng.